# Система CEE

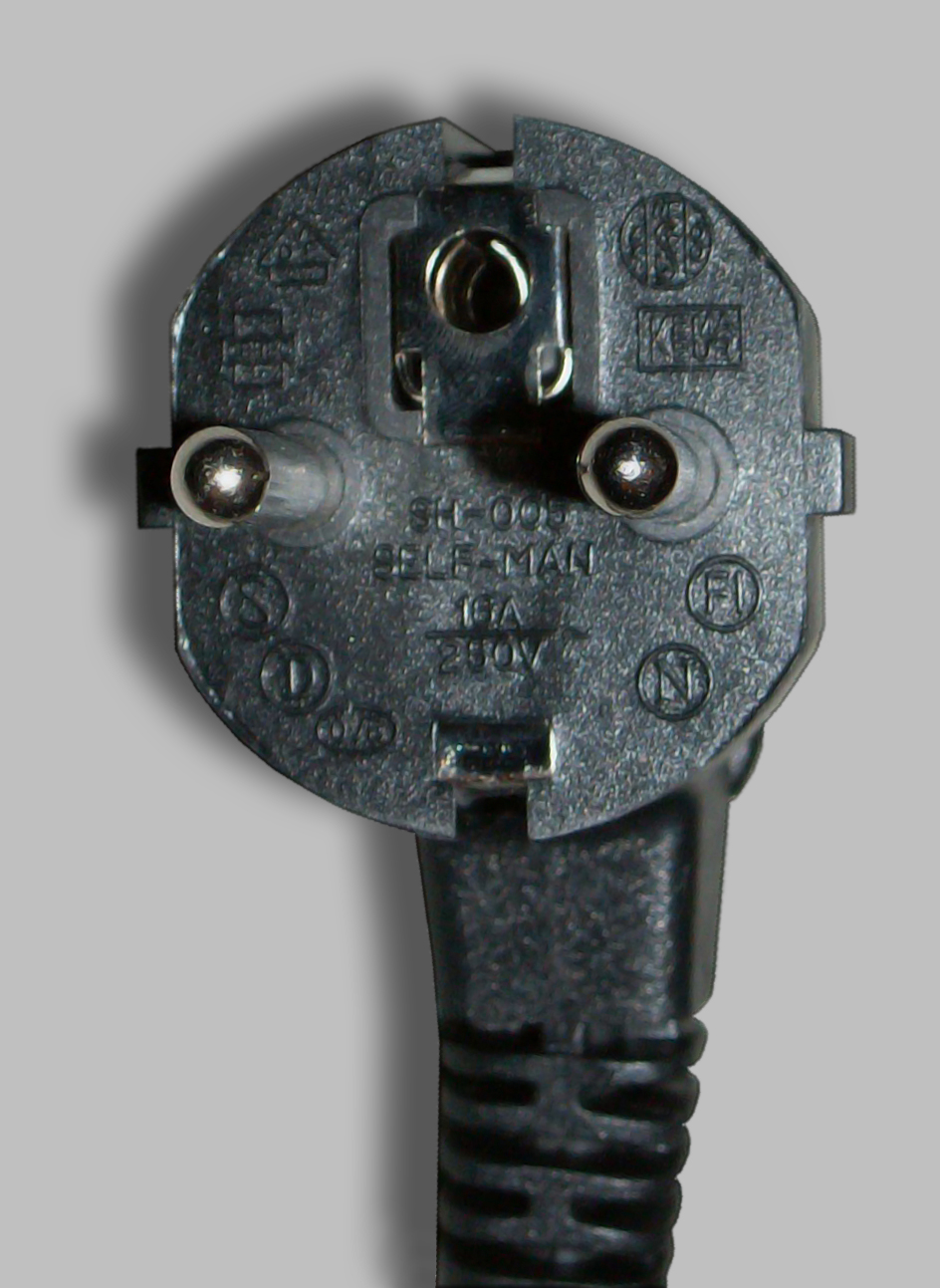
Гибридная вилка стандарта CEE 7/7

Под Системой CEE (CEE означает Commission on the Rules for the Approval of the Electrical Equipment или: Международная комиссия по правилам аттестации электрооборудования) понимают попытку ЕЭС согласования общепринятых в Европе разъёмов для силовой электросети. Внутригосударственные системы разъёмов рассматривались как препятствия в развитии торговли, и их следовало заменить на единую всеевропейскую систему CEE. Это предложение было отклонено CENELEC осенью 1996 года. Из этого проекта берёт начало список и нумерация общеупотребительных  систем разъёмов, находящихся в употреблении по сей день, чтобы можно было их характеризовать. Пример: немецкая вилка Schuko имеет обозначение CEE 7/4.

## Примеры
Неполный список CEE-стандартов ряда 7:
| Стандарт | Описание                              |
| -------- | ------------------------------------- |
| CEE 7/4  | Немецкий разъём Schuko (Тип F)        |
| CEE 7/5  | Французский разъём (Тип E)            |
| CEE 7/7  | Гибрид вилки типа E и Schuko (Тип EF) |
| CEE 7/16 | Евровилка (Тип C)                     |
| CEE 7/17 | Контурная вилка                       |

## Трехфазные разъёмы CEE
Трёхфазными CEE-разъёмами неформально называют самые употребительные разъёмы по стандарту IEC 60309.
Обычно в Европе применяются красные разъёмы трёхфазного тока на 400 В, а в области кемпинга - синие на 230 В.